# San Tammaro
San Tammaro este o comună din provincia Caserta, regiunea Campania, Italia, cu o populație de 5.717 locuitori (1 ianuarie 2023) și o suprafață de 36,97 km².

## Demografie
San Tammaro - evoluția demografică

|  | Graficele sunt indisponibile din cauza unor probleme tehnice. Mai multe informații se găsesc la Phabricator și la wiki-ul MediaWiki. |

Date: Recensăminte sau birourile de statistică - grafică realizată de Wikipedia